# Xavier Pascual Vives
Xavier Pascual Vives (Gavá, Barcelona, 9 de septiembre de 1972) es un entrenador de baloncesto español.

## Trayectoria deportiva

### Inicios en el baloncesto base
Xavi Pascual inició la etapa como entrenador en la categoría de minibásket del CB Gavà (1990-91), club en el que estuvo vinculado hasta 1994. Posteriormente, fichó por el CB Cornellà, en el que fue el primer entrenador del equipo sub-20 y del sénior B. Desde 1995 hasta 1997 fue ayudante de Agustí Cuesta en el Cornellà. Aquellas dos temporadas consiguió un subcampeonato y un tercer lugar en la Liga, y ganó el primer año la Liga Catalana EBA. 
Del Cornellà, Xavi Pascual pasó a entrenar al CB Santfeliuenc de la Segunda Nacional (actual Copa Cataluña). De la temporada 1999 a la 2001, fichó por el CB Olesa, equipo con el que consiguió el ascenso a la Liga EBA, en la primera temporada, siendo segundo en el debut en la nueva categoría. 
Antes de llegar al Barça, Pascual entrenó al Aracena, conjunto con el que ganó la Liga EBA y consiguió el ascenso a la LEB-2. La temporada 2002-03 revalidó el título de Liga, en una categoría superior, y consiguió el ascenso a la LEB. La campaña siguiente, aún ganando el título de Liga Catalana en la categoría, el equipo descendió a la LEB-2. 
La temporada 2004/05, Xavi Pascual llegó al F. C. Barcelona como entrenador del equipo de la Liga EBA y coordinador de los equipos base. Desde la temporada 2005-06, Pascual fue el segundo entrenador del primer equipo del Barça como ayudante de Duško Ivanović. 
Antes de llegar al Barça, Xavier Pascual compaginaba la dirección deportiva como Ingeniero Técnico, entre 2001 y 2005 en el Ayuntamiento de Viladecans. Cuando se incorporó al Barça, pasó a dedicarse de forma exclusiva al baloncesto.

### Profesional
Sería entrenador del F. C. Barcelona durante 10 años, los dos años previos había sido entrenador ayudante de Duško Ivanović.
Cuando se hizo cargo del equipo en lugar de Ivanović, Pascual era consciente de que solo sería entrenador hasta finalizar la temporada 2008 ya que así se lo había transmitido la directiva del club. Pero tras realizar una muy meritoria recta final de campaña en la que se quedó a las puertas de la Final Four de la Euroliga, siendo eliminado por el Maccabi Tel Aviv BC. En los playoff de la Liga ACB eliminó al Joventut en semifinales alcanzando la final y obteniendo el billete para la Euroliga 2008-09, a pesar de ser derrotado por el TAU Cerámica en la Final de la Liga ACB 2007-08.
El 21 de junio de 2008 fue presentado como entrenador del primer equipo de baloncesto del F. C. Barcelona avalado por el nuevo secretario técnico Joan Creus. 
Se había incorporado a la entidad varias temporadas antes, en el ejercicio 2004-05, como entrenador del Barça B, de la Liga EBA, y como a coordinador del baloncesto base. Anteriormente había desarrollado su trayectoria en diversos equipos catalanes, con los que consiguió tres ascensos de categoría, a la Liga EBA, a la LEB-2 y a la LEB. 
El 9 de mayo de 2010, Xavi Pascual se convirtió en el entrenador más joven de la historia que consigue ganar la Euroliga y en el primer entrenador catalán que gana el máximo trofeo europeo tras el triunfo del F. C. Barcelona en la Final Four ante Olympiacos BC.
El 28 de junio de 2016, una vez finalizada la temporada, el club azulgrana rescindió su contrato, tras no haber ganado ningún título salvo la Supercopa Endesa 2015. Tras finalizar su etapa azulgrana entrenó al Panathinaikos BC hasta diciembre de 2018, cuando fue destituido a mitad de temporada, después de ganar con los verdes dos títulos de liga griega, uno de Copa y de estar presente en los 'playoffs' de la Euroliga en 2017 y 2018.
Pascual ha ganado el 71,3% de los partidos que ha dirigido en la Euroliga, 206 de 276, con el Barcelona y el Panathinaikos.
En febrero de 2020, vuelve a los banquillos para entrenar al Zenit de San Petersburgo de la VTB United League hasta 2021, club en el que sustituiría al también técnico español Joan Plaza.
Tras cinco años en Rusia, a finales de junio de 2025 es destituido. Durante su etapa al frente del equipo, condujo al Zenit a los cuatro primeros trofeos de su historia: un título de la Liga VTB United, dos Supercopas y una Copa de Rusia. Fue nombrado Entrenador del Año de la VTB en 2021 y guio al equipo hasta los cuartos de final de la Euroliga.

## Palmarés
Con el FC Barcelona :
- Competiciones internacionales de clubes:

- 1 Euroliga : 2010

- Competiciones nacionales:

- 4 Liga ACB :  2008-09, 2010-11, 2011-12 y 2013-14.
- 4 Supercopa ACB : 2009, 2010, 2011 y 2015
- 3 Copa del Rey ACB : 2010, 2011 y 2013.

- Otras competiciones:

- 7 Liga Catalana : 2009, 2010, 2011, 2012, 2013, 2014 y 2015.

Con el Panathinaikos BC :
- Competiciones nacionales:

- - 2 Liga de Grecia: 2017, 2018
  - 1 Copa de Grecia: 2017

Con el Zenit de San Petersburgo :
- Competiciones nacionales:

- - 1 VTB United League : 2022
  - 2 VTB United League Super cup: 2022, 2023
  - 1 Copa de baloncesto de Rusia: 2024